# Catedral de Santa María (Lansing)
La Catedral de Santa María  (en inglés: St. Mary Cathedral) es una catedral de la Iglesia católica situada en Lansing, Michigan, una cuadra al norte del capitolio del Estado de Michigan, en Estados Unidos. Es la sede episcopal de la Diócesis de Lansing.
La iglesia de estilo neogótico fue diseñado por E. A. Bond. La construcción comenzó en 1911 y se terminó en 1913. Los vitrales se realizaron en Múnich, Alemania, y fueron instaladas en 1923. En 1939, la iglesia se convirtió en la catedral de la diócesis de nueva formación de Lansing.
En enero de 1938, un grave incendio estalló en la rectoría y el obispo Joseph H. Albers, sobreviviente de un ataque con gas de la Primera Guerra Mundial, se desplomó dentro del edificio antes de ser rescatado por los bomberos.
La iglesia ha tenido cuatro renovaciones. La primera fue en la década de 1920, en que se añadieron los vitrales, algunos detalles góticos y la pintura decorativa detrás del altar. La segunda fue en 1954 y eliminó algunos de los detalles góticos en el santuario. Otra actualización de 1967-1968 retiró el comulgatorio, los altares laterales y las estaciones de la cruz, y reconfiguró muchos otros elementos, ya que se creía que el Concilio Vaticano II lo disponía así; aunque críticos argumentaron que en realidad no fue necesario, por lo que en una renovación de 1986 muchos de estos elementos fueron restaurados. 

## Véase también

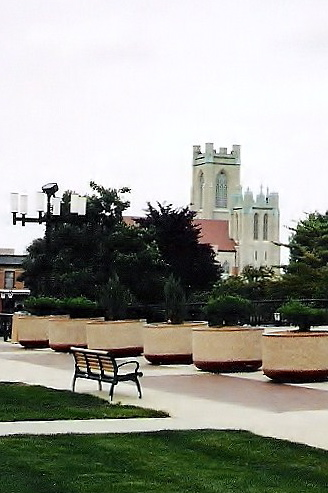
Vista de la catedral al fondo